# Golf d'Hardelot
De Golf d'Hardelot is een golfbaan in de Noord-Franse gemeente Neufchâtel-Hardelot, aan de kust van het Nauw van Calais.
De golfclub werd geopend in 1902. Er zijn twee 18-holesgolfbanen, de Pins en de Dunes. Aangezien er een afstand van twee kilometer is tussen beide banen, heeft elke baan een eigen clubhuis en shop.
De Pins werd in 1938 geopend. Het ontwerp was gemaakt door Tom Simpson, de baan loopt door de dennenbossen. De Dunes werd in 1991 geopend en ligt in een duinlandschap, waar ook stukken bos zijn. Op de oude baan wordt eind september 2011 de Stage 1 van de Tourschool gespeeld. Eerder speelde de Europese Senior Tour hier wedstrijden.